# San Jacinto (Pangasinan)
Pour les articles homonymes, voir San Jacinto.
San Jacinto est une municipalité de la province de Pangasinan, aux Philippines.